# Weißenbach (Gemeinde Strobl)
Weißenbach, oft auch Weißenbach bei Strobl, ist ein Ort in der Wolfgangseeregion des Salzkammerguts im Land Salzburg wie auch Ortschaft und Katastralgemeinde der Gemeinde Strobl im Bezirk Salzburg-Umgebung.

## Geographie
Der Ort befindet sich etwa 35 Kilometer östlich von Salzburg, 10 Kilometer westlich von Bad Ischl, unmittelbar an der Landesgrenze Salzburg–Oberösterreich.
Das Dorf Weißenbach liegt im Wolfgang-/Ischltal unmittelbar südöstlich von Strobl und dem Westende des Wolfgangsees. Der Ort erstreckt sich über gut 2 Kilometer an der Wolfgangsee Straße (B158), auf um die 560 m ü. A. Höhe.
Die Ortschaft und Katastralgemeinde Weißenbach umfasst knapp gut 300 Adressen mit etwas unter 850 Einwohnern, davon gut die Hälfte direkt im Dorf. Zum Ortschaftsgebiet gehört im Talgrund auch die Siedlung Seethurn beim Ort Strobl, an der St. Wolfganger Straße (L116). Im Taltrichter des Weißenbachs, der talauswärts östlich in die Ischl mündet, gehören nur Häuser links des Bachs zu Weißenbach, die hinteren aber zu Aigen, die damit etwas isoliert zu ihrem Hauptort liegen. Diese Flur heißt Weißenbachau.
Mit 2317,33 Hektar erstreckt sich das Ortschafts- und Katastralgebiet insgesamt vom rechten Ischlufer über gut 11 Kilometer bis in die zentrale Osterhorngruppe, das umfasst die ganze linke Talseite des Weißenbachtals bis zur Postalm. Westlich bilden der Sparber (1502 m ü. A.), der markante Hausberg von Strobl, die Bleckwand (1541 m ü. A.) und das Wieslerhorn (1603 m ü. A.) die Grenze.
Zu Weißenbach gehören der Gasthof Kleefeld, den man von der Maut der Postalmstraße talauswärts hinauf erreicht, die Simonhütte im Talgrund vor dem Anstieg der Postalmstraße, die Braunalmhütte auf halber Höhe, und die Schnitzhofalm, die Postalmhütte und die Thoralm, die Wieslerhütte und die Schafbergblickhütte auf der Postalm. Südlich liegt an der Postalmstraße die Grenze zu Abtenau unterhalb vom Gasthof Alpenrose, das Schigebiet Postalm gehört schon zu dieser Lammertaler Gemeinde.
Ganz im Süden gehört auch der Graben des Rußbachs bis zum Braunedlkogel (1894 m ü. A.) zu Weißenbach, unten im abgelegenen hinteren Talgrund bildet der Weißenbach, der hier Kammersbach genannt wird, die Grenze bis zum Talkessel Wilde Kammer am Gamsfeld (2027 m ü. A.), dem Hauptgipfel der Osterhorngruppe.
| ∗∗                                            | Wolfgangthal (KG) Mönichsreith (O) (Gem. St. Wolfgang i.Skg., Bez. Gmunden, OÖ) | Weinbach (O) (Gem. St. Wolfgang i.Skg., Bez. Gmunden, OÖ) |
| Strobl (O u. KG) Gschwendt (O u. KG)          | Kompassrose, die auf Nachbargemeinden zeigt                                     | Aigen (O u. KG) ∗                                         |
| Seidegg (O u. KG, Gem. Abtenau, Bez. Hallein) | Rußbach (O Rußbachsaag, KG Rußbach, Gem. Rußbach am Paß Gschütt, Bez. Hallein)  |                                                           |

∗ Aigen umfasst das ganze Gebiet östlich.
∗∗ Nordwestlich grenzt östlich vom Bürgl ein kurzes Stück Ortsch. Sankt Wolfgang im Salzkammergut (KG St. Wolfgang) an.

## Geschichte

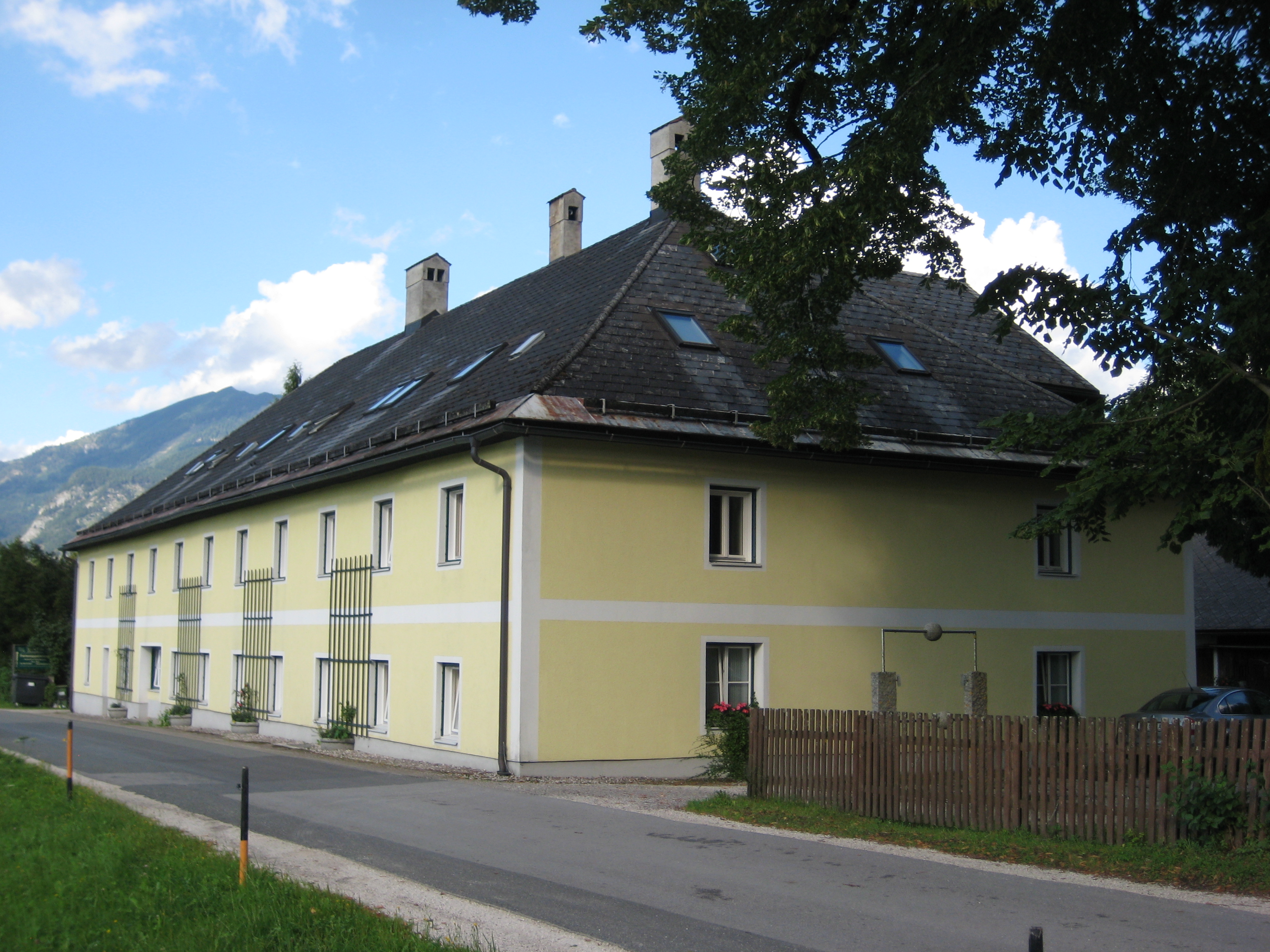
Forsthaus, ehem. Hammerschmiede

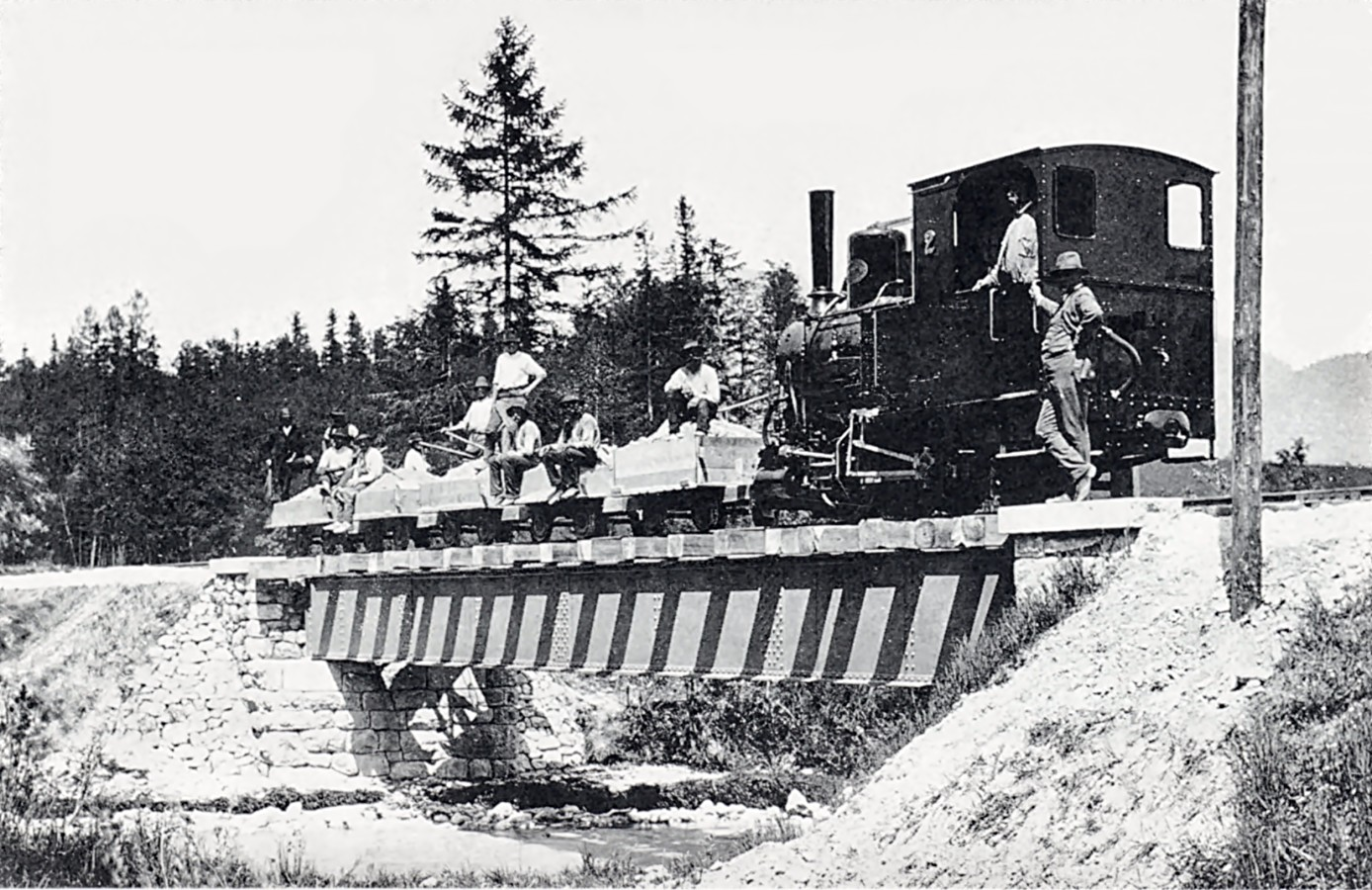
Arbeitsgarnitur der SKLB auf der neugebauten Weißenbachbrücke, 1890

Der Siedlungskern des Orts ist hinten in der Weißenbachau. Dort wurde in den 1790ern von den Fürsterzbischöfen ein Hammerwerk errichtet. In den 1830ern wurde der Betrieb aber wieder eingestellt, und bis 1990 war hier die Forstverwaltung Strobl des k.k. Forstärars, nachmalig Österreichische Bundesforste.
Der spätbarocke Hauptbau, das Arbeiterhaus (Weißenbach Nr. 1), steht unter Denkmalschutz.
Sonst fanden sich im früheren 19. Jahrhundert hier nur verstreut etwa ein Dutzend Gehöfte und insgesamt um die 30 Häuser. Die Ortsentwicklung setzt erst mit der Sommerfrische-Zeit und der Ischlerbahn (Salzkammergut-Lokalbahn, SKLB), die entlang der alten Poststraße verlief, ein. Die Bauteappe Bad Ischl Localbahnhof – Strobl wurde als erstes Teilstück am 5. August 1890 eröffnet. Weissenbach – so die seinerzeitige Schreibung – hatte eine eigene Haltestelle. Bis zur Jahrhundertwende hatte sich die Häuserzahl in 20 Jahren auf 100 verdoppelt. 1957 wurde der Betrieb der Ischlerbahn eingestellt und die Trasse rückgebaut. Eine zweite Entwicklungsetappe setzt in den 1970ern ein, als Weissenbach zur alternativen Wohnlage wie auch Handels- und Gewerbegebiet an der B158 für den aufstrebenden Raum der Wolfgangsee-/Ischlregion wurde.

## Persönlichkeiten
- Vinzenz Maria Süß (Süss, 1802–1868), Begründer des Salzburger Museums Carolino Augusteum – geboren im Hammerwerk Weissenbach als Sohn des Rechnungsführers Franz Maria Süß
- Josef Lasser von Zollheim, Freiherr von Zollheim (1814/15[?]–1879), Justizminister, Verwaltungsminister, Innenminister, Statthalter von Tirol, federführender Autor des Bauernbefreiungsgesetzes von 1848 – geboren im Hammerwerk Weissenbach; aus dem Geschlecht der Lasser von Zollheim

## Nachweise
- 50336 – Strobl. Gemeindedaten der Statistik Austria

1. 1 2  Franziszäischer Kataster 1817–1861 (Layer online bei SAGIS).
2. ↑  Kurt Klein (Bearb.): Historisches Ortslexikon. Statistische Dokumentation zur Bevölkerungs- und Siedlungsgeschichte. Hrsg.: Vienna Institute of Demography [VID] d. Österreichische Akademie der Wissenschaften. Salzburg, Strobl: Weißenbach, S. 55 (Onlinedokument, Erläuterungen. Suppl.; beide PDF – o.D. [aktual.]).
Spezielle Quellenangaben: 
10 Zehentgüter, 35 Häuser 1761: Benedikt Heinrich: Strobl am Abersee. Eine Heimatgeschichte. 1962, S. 14 ff. •
1880 ff: Statistische Central-Commission/Österreichisches Statistisches Zentralamt/Statistik Austria (Hrsg.): Ortsverzeichnis. (Ergebnisse der Volkszählungen; ab 2011 Registerzählungen).